# Francis Boucher
 (avril 2024).
Francis Boucher est un criminel québécois. Il est le fils de l'ex-chef des Hells, Maurice Boucher.
Il est un ancien membre des Rockers, un club des Hells Angels. Par la suite, il fait brièvement partie du club officiel des Hells Angels avant de quitter le club en bons termes.

## Carrière criminelle
En septembre 1999, il est arrêté dans un hôpital alors qu'il surveille la chambre de la femme d'un Hells qui a été victime d'une tentative de meurtre. Boucher est en possession d'une arme.
Il est arrêté lors de l'opération Printemps 2001 et condamné à une peine de 10 ans de pénitencier pour des complots de meurtres et gangstérisme.
En 2015, il fait les manchettes alors qu'il est libéré par erreur d'une prison alors que des gardiens se sont trompés de personne. Un autre prisonnier avec le même nom devait être libéré ce jour-là mais le Boucher en a profité.
En novembre 2020, il écope de 14 mois de prison pour une histoire de voie de faits.